# Estación Francia
Francia es una estación ferroviaria perteneciente al Tren Limache-Puerto, en la ciudad de Valparaíso. Se encuentra a nivel del suelo en la avenida Errázuriz cerca de la intersección con avenida Francia. Inaugurada el 23 de noviembre de 2005, se encuentra entre las estaciones Bellavista y Barón.

## Historia

### SigloXXI
Con la construcción del nuevo sistema de transporte Tren Limache-Puerto, se hizo un cambio profundo en los espacios alrededor de esta zona de Valparaíso para dar espacio a la construcción de la primera estación en el lugar, compuesta dos andenes con un cruce a nivel de vías y un solo acceso por Avenida Errázuriz, siendo inaugurada el 23 de noviembre de 2005.
En abril de 2023 se ianuguró un segundo acceso a la estación, que da hacia el Terminal de Pasajeros del Puerto de Valparaíso.

## Entorno
En su entorno se ubican una sede del Instituto de Rehabilitación Infantil Teletón, el Valparaíso Terminal de Pasajeros, el Barrio Universitario que cuenta con diferentes facultades de las universidades de Valparaíso y Católica de Valparaíso, además de una sede de Duoc UC, y el Centro de Formación Técnica UCEVALPO. 

## Origen etimológico
El nombre de la estación deriva de la avenida Francia, distante a pocos metros de la estación y que comunica al Camino Cintura con el Plan de Valparaíso.
La Avenida Francia tiene su denominación actual debido a que en la misma avenida existe el monumento llamado "Les français a Valparaíso 1810- 1910" en el cruce de Francia con Pedro Montt; el monumento, inaugurado en 1911 está compuesto de una columna dórica y un cóndor en lo alto de ella como regalo de la colonia francesa a la ciudad porteña durante las celebraciones del centenario chileno. La misma avenida antiguamente fue denominada "Calle de Jaime", en homenaje al antiguo maestro ladrillero y avecindado porteño Jenaro Jaime. Esta misma calle tiene su origen en la "Quebrada de Jaime", y en sus inicios fue conocida como el "Estero de las Piedrecillas", que nacía entre los cerros La Cruz y Monjitas, y que llegaba directamente al mar hasta ser abovedado en 1912.